# Ingo Klünder
Ingo Klünder (* 7. Juli 1942 in Berlin) ist ein deutscher Theater- und Fernsehschauspieler.
Ingo Klünder absolvierte ein Schauspielstudium mit einer Zusatzausbildung für Musical und Chanson an der Max-Reinhardt-Schule in Berlin. Im Laufe seiner langjährigen Tätigkeit als Theaterschauspieler spielte er unter anderem im Hansa-Theater Berlin und an den Stadttheatern in Bern, Ulm, Koblenz und Würzburg. Dort eignete er sich ein großes und vielfältiges Repertoire an. Er spielte auch in mehreren bekannten Musicals mit. Im Fernsehen spielt er Rollen in den Filmen Mexikanische Revolution und Bretter, die die Welt bedeuten. Außerdem spielte er in den Fernsehserien Unter uns und Verbotene Liebe mit. Ingo Klünder ist verheiratet und lebt in Würzburg, wo er für die Freien Wähler Mitglied des Stadtrats ist.